# Filippo Magnini
Filippo Magnini (* 2. Februar 1982 in Pesaro, Marken) ist ein ehemaliger italienischer Schwimmer. Sein Spitzname ist „Superpippo“, was in Italien der Walt-Disney-Comicfigur Supergoof entspricht.

## Werdegang
Magnini spielte in seiner Jugend Basketball, Fußball, Beachvolleyball und Tennis und begann mit zehn Jahren den Schwimmsport. Ab 1998 war er Mitglied der italienischen Schwimmnationalmannschaft. Ursprünglich schwamm er vor allem Brust, aber ab 2000 blieb er aufgrund der größeren Erfolge beim Freistil. Seine Spezialstrecken sind die kürzeren und mittleren Freistilstrecken, weswegen er auch oft in den italienischen Freistilstaffeln eingesetzt wird. Magnini wohnt und trainiert in Rom.
Er schwimmt am liebsten die 100 Meter Freistil, weil er seine Gegner dort am besten mit seiner Fähigkeit überraschen kann, das Tempo über die Streckenlänge zu steigern und somit auf den letzten 25 Metern am schnellsten zu sein, dort wo seine Gegner bereits langsamer werden. Heute schwimmt er für den starken italienischen Schwimmverein Larus Nuoto, Rom.

### Größte Erfolge
Bei den Olympischen Spielen 2004 in Athen holte er sich die Bronzemedaille in der Staffel über 4 × 200 m Freistil (zusammen mit Emiliano Brembilla, Massimiliano Rosolino und Simone Cercato).
2005 wurde er in Montreal Weltmeister über 100 m Freistil und zwei Jahre später konnte er diesen Titel bei den Weltmeisterschaften 2007 in Melbourne wiederholen.
Bei den Kurzbahnweltmeisterschaften 2006 in Shanghai holte er sich den Titel in der italienischen Staffel über 4 × 100 m sowie 4 × 200 m Freistil.
2015 holte er bei den Weltmeisterschaften in Kasan Bronze mit der italienischen 4 × 100-m-Freistilstaffel.

### Dopingsperre 2018
Im November 2018 wurde der damals 36-Jährige von der italienischen Anti-Doping-Agentur für vier Jahre gesperrt.
Der internationale Sportgerichtshof annullierte die Sperre im Februar 2020.

## Auszeichnungen
- Italiens Sportler des Jahres (La Gazzetta dello Sport): 2005, 2006, 2007